# Třída Armidale
Třída Armidale je třída hlídkových lodí australského královského námořnictva. Mezi jejich hlavní úkoly patří hlídkování, ochrana rybolovu, obrana výhradní ekonomické zóny a potlačování ilegální imigrace. Austrálie získala celkem čtrnáct jednotek této třídy. Do služby byly zařazeny v letech 2005–2008. HMAS Bundaberg dne 11. srpna 2014 během údržby v doku těžce poškodil požár, a proto byla 18. prosince 2014 vyřazena. Roku 2021 začalo postupné vyřazování třídy. Jako první byla vyřazena hlídková loď HMAS Pirie. Jejich náhradou se stane třída Arafura.

## Stavba
Kontrakt na stavbu 12 jednotek této třídy, později navýšený o další dva čluny, zadalo australské ministerstvo obrany v roce 2003 společnosti Defence Maritime Services (DMS). Cílem objednávky bylo získat plavidla, která ve službě nahradí 15 dosluhujících lodí třídy Fremantle, pocházejících z 80. let. Pro DMS pak všechny čluny postavila australská loděnice Austal. Kýl první jednotky byl založen v roce 2004. Do služby jednotlivé lodě vstupovaly mezi léty 2006–2008.
Jednotky třídy Armidale:
| Jméno                      | Spuštěna       | Vstup do služby    | Status                     |
| -------------------------- | -------------- | ------------------ | -------------------------- |
| HMAS Armidale (ACPB 83)    | 5. ledna 2005  | 24. června 2005    | vyřazena 30. března 2023   |
| HMAS Larrakia (ACPB 84)    |                | 10. února 2006     | vyřazena 28. září 2023     |
| HMAS Bathurst (ACPB 85)    |                | 10. února 2006     | aktivní                    |
| HMAS Albany (ACPB 86)      |                | 15. července 2006  | aktivní                    |
| HMAS Pirie (ACPB 87)       |                | 29. července 2006  | vyřazena 26. března 2021   |
| HMAS Maitland (ACPB 88)    | 6. května 2006 | 29. září 2006      | vyřazena 28. dubna 2022    |
| HMAS Ararat (ACPB 89)      | 6. května 2006 | 10. listopadu 2006 | vyřazena 2. července 2022  |
| HMAS Broome (ACPB 90)      |                | 10. února 2007     | vyřazena 29. srpna 2024    |
| HMAS Bundaberg (ACPB 91)   |                | 3. března 2007     | vyřazena 18. prosince 2014 |
| HMAS Wollongong (ACPB 92)  |                | 23. června 2007    | vyřazena 8. prosince 2022  |
| HMAS Childers (ACPB 93)    |                | 7. července 2007   | aktivní                    |
| HMAS Launceston (ACPB 94)  |                | 22. září 2007      | vyřazena 1. června 2023    |
| HMAS Maryborough (ACPB 95) |                | 8. prosince 2007   | vyřazena 28. září 2023     |
| HMAS Glenelg (ACPB 96)     |                | 22. února 2008     | vyřazena 6. října 2022     |

## Konstrukce

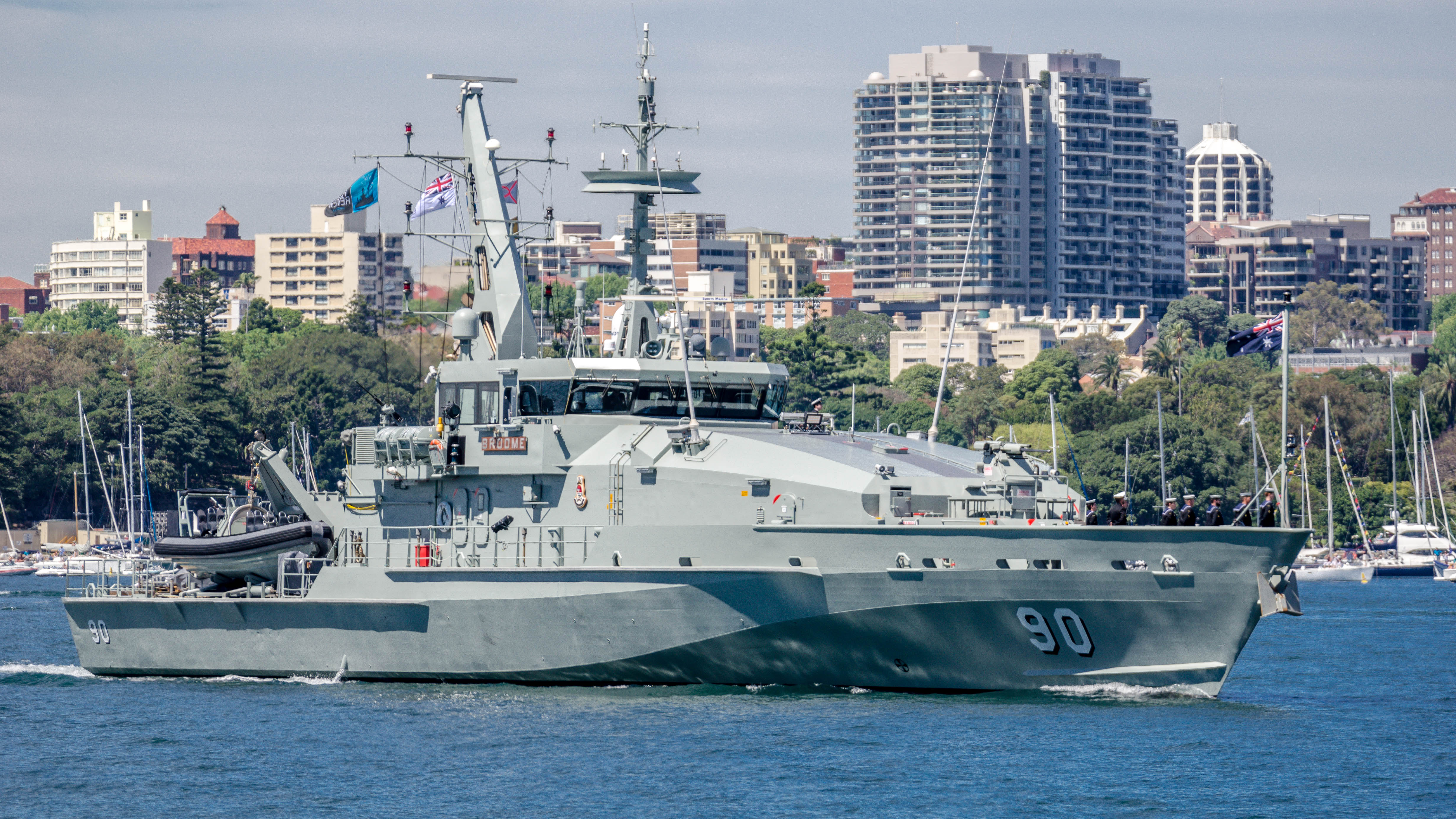
HMAS Broome

Obrannou výzbroj tvoří jeden izraelským systém Rafael Typhoon vybavený americkým 25mm automatickým kanónem M242 Bushmaster. Ovládán může být ručně i dálkově. Doplňují jej dva 12,7mm kulomety. Posádku tvoří 21 mužů, na palubě však může být přepravováno dalších dvacet osob. Pohonný systém tvoří dva diesely MTU 16V 4000 M70. Lodní šrouby jsou dva. Nejvyšší rychlost dosahuje 25 uzlů. Dosah činí 3000 námořních mil při dvanácti uzlech.